# Cristóbal Colón ante el Concilio de Salamanca
Cristóbal Colón ante el Concilio de Salamanca es una pintura de 1841 del artista germano-estadounidense Emanuel Leutze y se encuentra actualmente ubicado en el Louvre de París. Fue prestado al Museo de Bellas Artes de Lyon en 2014 para su exposición L'invention du Passé. Histoires de cœur et d'épée 1802–1850.'.